# Rio Glimboca
O Rio Glimboca é um rio da Romênia, afluente do Bistra, localizado no distrito de Caraş-Severin.